# Богичевич, Тияна
Тияна Богичевич (серб. Tijana Bogićević; род. 1 ноября 1981, Нови-Сад, СФРЮ) — сербская певица. Представляла Сербию на Евровидении 2017 с песней «In Too Deep».
Ранее Богичевич была бэк-вокалисткой певицы Даницы на Евровидении 2011. Она также отбиралась от Сербии на Евровидение 2009 через национальный отборочный конкурс Beovizija 2009, но не смогла пройти в финал.
Первое значительное признание у себя на родине Богичевич получила в 2013 году, после выхода её сингла «Чудо». В следующем году она выпустила дуэт с Алексой Йелич, «Још једном».
В настоящее время Тияна проживает в Соединённых Штатах Америки.